# Euploea godmani
Euploea godmani är en fjärilsart som beskrevs av Moore 1883. Euploea godmani ingår i släktet Euploea och familjen praktfjärilar. Inga underarter finns listade i Catalogue of Life.